# CFosSpeed
cFosSpeed este o soluție software pentru modelarea traficului dedicată sistemelor de operare Windows. Această aplicație îmbunătățește latența pe Internet menținând în același timp rate de transfer ridicate. Acest program se atașează sistemului de operare Windows la dispozitivul de rețea unde poate realiza o inspecție a pachetelor și o analiză a protocolului layer-7.
Ca atare, acest program este utilizat adesea de către jucătorii online și utilizatorii VoIP.

## Mod de funcționare
Această aplicație împarte pachetele de date în clase de trafic diferite. Acest lucru se realizează printr-o serie de reguli de filtrare care poate fi setată de utilizator. Traficul de date poate fi clasificat și prioritizat după nume de program, după protocol, după port TCP/UDP, prin tag-uri DSCP, precum și după alte criterii.
Pachetele de date sunt trimise după anumite reguli. Inițial, pachetele de date sunt adăugate într-o listă de așteptare, apoi sunt trimise în ordinea priorității. Astfel, datele care necesită o trimitere imediată sunt trimise înaintea celor care necesită o prioritate mai mică.
Astfel, chiar în cazul în care sunt transferate cantități mari de date în același timp, modelarea traficului poate păstra conexiunile interactive precum sesiuni SSH, sesiuni VNC, apeluri VoIP, jocuri online sau alte programe care necesită răspunsuri rapide. Mai mult, transmiterea rapidă a pachetelor TCP ACK va menține o viteză rapidă pentru download.Acest lucru se datorează faptului că expeditorul va trimite datele doar după ce receptorul a confirmat primirea datelor mai vechi (TCP flow control).
cFosSpeed reduce, de asemenea, congestionarea rețelei pentru download-uri prin scăredea TCP window size pentru a preveni expeditorul să trimită prea multe date în acelaști timp.
În plus, cFosSpeed conține firewall pentru filtrarea pachetelor, budget online pentru timp și volum de date, un monitor de transfer cu posibilitatea de personalizare și multe alte caracteristici. Are un filtru care permite utilizatorilor avansați să adauge propriile lor clasificări de trafic.